# Grzegorz Dyduch
Grzegorz Dyduch (ur. 1969) – polski lekarz, patomorfolog, doktor nauk medycznych (2008); muzyk, założyciel i gitarzysta grup Świetliki i Trupa Wertera Utrata.
Lekarz, specjalista patomorfolog, pracownik Zakładu Patomorfologii Klinicznej i Doświadczalnej Katedry Patomorfologii Collegium Medicum Uniwersytetu Jagiellońskiego.